# 春風亭鹿の子
春風亭 鹿の子（しゅんぷうてい かのこ、1967年12月11日 - ）は、日本の元落語家。女性。本名：桑原 由希子（旧姓・大釜）。かつては落語芸術協会に所属していた。出囃子は『娘道成寺』。東京都墨田区出身。

## 経歴
日本大学櫻丘高等学校卒業後、浅草演芸ホールの裏方の仕事を経て、1996年12月、五代目春風亭柳昇に入門。春風亭鹿の子の名で、翌1997年に初高座。
2001年2月、二ツ目に昇進。2003年6月、柳昇の死去により九代目春風亭小柳枝門下となる。
2010年5月、三笑亭可龍、春風亭傳枝、昔々亭慎太郎と共に真打に昇進。
2020年頃より休業し、2023年廃業、落語芸術協会退会。

## 人物
- 新作・古典共に演じたが主に演じたのは古典落語。真打昇進時、堀井憲一郎は「女性を武器にしないで古典を聴かせるところは、とても楽しみ」と評している[3]。
- 「鹿の子」という名前は、柳昇のところに最初に挨拶に行った時に「銀座鹿乃子」の和菓子を持っていったら、それで名づけられた[4]。
- 名前にちなみ「鹿」グッズを集めていた[5]。
- サラリーマンの男性と結婚。仕事と家事・子育てを両立させた体験と、男性中心の落語家社会で女性が働くことの大変さを中心に、全国各地の男女共同参画をテーマにした講演会で語っていた[6]。
- 一児の母。妊娠中も袴をつけて臨月まで高座に上がった[7][1]。
- 柳亭こみちは、師匠の七代目柳亭燕路からの指示で最初の稽古は同じ女流の鹿の子のところに出向いている。そこで鹿の子から「どんな噺だって男が出てくるんだから怖がらずに男を演るように」というアドバイスを受けた[8]。後に、こみちも出産直前まで高座に上がっている[7]。
- 2024年現在、2020年9月に収録の高座が寄席チャンネルSELECT（amazonプライム）で鑑賞可能である。演目は「鼓ヶ滝」「鹿政談」。